# Адамово-Застава
Адамово-Застава (пољ. Adamowo-Zastawa) је село у Пољској које се налази у војводству Подласком у повјату Сјемјатицком у општини Мјелњик.
Од 1975. до 1998. године ово насеље се налазило у Бјалостоцком војводству.